# Дубіївська загальноосвітня школа
Дубі́ївська загальноосвітня школа І-ІІІ ступенів — загальноосвітній заклад, що розташований у селі Дубіївка Черкаського району Черкаської області.

## Історія
1862 року у селі Дубіївка була відкрита церковно-парафіяльна школа, яка мала всього 2 кімнати. У першій кімнаті навчались 1-2 класи, у другій — треті класи. Першим наставником школи став отець Федір. 1907 року школа стала однокласною змішаною. У 1906—1910 роках будувалось нове двокласне земське училище, де 1911 року вже навчалось 87 учнів. 1917 року школа була трудовою чотирирічною, де навчалось 130 учнів. 1931 року школа стала семирічною, 1940 року вона була перетворена у середню, у ній навчалось 560 учнів.

## Директори
У різні роки школу очолювали:
- Зимницький Олександр Іванович 1910—1917
- Никифоренко Іван Тимофійович 1917-?
- Рибаківський Мелетій Іванович ?-1931
- Кисіль Арсеній Петрович 1931—1932
- Приходько Степан Ілліч 1932—1933
- Махаринець Максим Максимович 1933—1934
- Козленко Олександр Микитович 1940-ві
- Глибчак Нечипір Григорович
- Склярук Іван Касянович
- Бондаренко Мефодій Трохимович
- Бас Микола Петрович
- Василенко Ірадіада Андріївна
- Братко Михайло Григорович
- Тонконогова Катерина Антонівна
- Панасюк Олександр Прокопович
- Сіпко Микола Григорович
- Котенко Олег Іванович

## Структура
У школі працюють 33 педагоги, з яких 8 учителів вищої категорії, 13 — І категорії, 1 — ІІ категорії. Один учитель має звання старшого, один — учителя-методиста.

## Випускники
Відомі випускники:
- Колодій Анатолій Миколайович — доктор юридичних наук
- Придибайло Н. Д. — доктор наук
- Дубина В. М. — доктор наук
- Заколодня Л. Й. — кандидат економічних наук
- Котенко Олег Іванович — директор школи|  | Ця стаття не містить посилань на джерела. Ви можете допомогти поліпшити цю статтю, додавши посилання на надійні (авторитетні) джерела. Матеріал без джерел може бути піддано сумніву та вилучено. (лютий 2022) |